# Anoxybacillus
Genre
Anoxybacillus est un genre de bactéries à Gram positif de la famille des Bacillaceae. Ces bactéries font partie de l'ordre Caryophanales présentes dans le phylum des Bacillota.

## Historique
L'isolement de la souche K1 et sa caractérisation a permis de la différencier des autres espèces de Bacillus et distinguer un groupe de bactéries classées dans ce genre en tant que nouveau genre bactérien.

## Taxonomie

### Étymologie
L'étymologie de ce genre Anoxybacillus est la suivante : A.no.xy.ba.cil.lus Gr. pref. an-, sans; Gr. masc. adj. oxys, acide en mot combiné indiquant oxygène; L. masc. n. bacillus, petit batonnet; N.L. masc. n. Anoxybacillus, ce qui signifie, un bacille vivant sans oxygène,.

### Phylogénie
Le séquençage de 1340 bases de la séquence nucléotidique de l'ARNr 16S de la souche K1 a permis de la positionner très proche des Bacillus flavothermus.

## Liste des espèces
Selon la LPSN (14 juin 2025), le genre Anoxybacillus comprend 16 espèces publiées de manière valide et au nom correct. Ce sont les suivantes :
Selon LPSN (14 juin 2025) :
- Anoxybacillus andreesenii (Kosowski et al. 2014) Li et al. 2024
- Anoxybacillus ayderensis Dulger et al. 2004
- Anoxybacillus bogrovensis Atanassova et al. 2008
- Anoxybacillus caldiproteolyticus Coorevits et al. 2012
- Anoxybacillus calidus Cihan et al. 2014
- Anoxybacillus eryuanensis Zhang et al. 2011
- Anoxybacillus flavithermus Pikuta et al. 2000
- Anoxybacillus gonensis Belduz et al. 2003
- Anoxybacillus kamchatkensis Kevbrin et al. 2006
- Anoxybacillus karvacharensis Panosyan et al. 2021
- Anoxybacillus kaynarcensis Inan et al. 2013
- Anoxybacillus kestanbolensis Dulger et al. 2004
- Anoxybacillus mongoliensis Namsaraev et al. 2011
- Anoxybacillus pushchinoensis corrig. Pikuta et al. 2000
- Anoxybacillus tengchongensis Zhang et al. 2011
- Anoxybacillus thermarum Poli et al. 2011

### Espèces au nom non valide
Selon LPSN (14 juin 2025), deux espèces ont été publiées de manière non valide et dont le nom est considéré comme nom préféré mais pas comme nom correct :
- "Anoxybacillus kualawohkensis" Paul et al. 2012
- "Anoxybacillus suryakundensis" Deep et al. 2013

### Espèce synonyme
Selon LPSN (14 juin 2025), l'espèce Anoxybacillus salavatliensis publiée de manière valide (Cihan et al. 2011) est devenue un synonyme de l'espèce Anoxybacillus gonensis.
Sept autres espèces ont été déplacées dans les genres bactériens Anoxybacteroides, Brevibacillus et Paranoxybacillus en 2024 et synonymisées. Ce sont les espèces :
- Anoxybacillus amylolyticus devenueAnoxybacteroides amylolyticum corrig. (Poli et al. 2006) Patel et al. 2024
- Anoxybacillus contaminans devenue Anoxybacteroides contaminans (De Clerck et al. 2004) Patel et al. 2024
- Anoxybacillus geothermalis devenue Anoxybacteroides geothermale corrig. (Filippidou et al. 2016) Patel et al. 2024
- Anoxybacillus rupiensis devenue Anoxybacteroides rupiense corrig. (Derekova et al. 2008) Patel et al. 2024
- Anoxybacillus sediminis devenue Brevibacillus sedimenti Patel et al. 2024
- Anoxybacillus tepidamans devenue Anoxybacteroides tepidamans (Schäffer et al. 2004) Patel et al. 2024
- Anoxybacillus vitaminiphilus renommé en Paranoxybacillus vitaminiphilus (Zhang et al. 2013) Patel et al. 2024
- Anoxybacillus voinovskiensis synonymisé enAnoxybacteroides voinovskiense corrig. (Yumoto et al. 2004) Patel et al. 2024

## Description
Lors de sa description, les bactéries du genre Anoxybacillus sont des bactéries à Gram négatif strictement anaérobies, alcalophiles et modérément thermophiles. Elles sont capables de fermenter et de former des spores.

## Biographie
- (en) E Pikuta, A Lysenko, N Chuvilskaya, U Mendrock, H Hippe, N Suzina, D Nikitin, G Osipov et K Laurinavichius, « Anoxybacillus pushchinensis gen. nov., sp. nov., a novel anaerobic, alkaliphilic, moderately thermophilic bacterium from manure, and description of Anoxybacillus flavitherms comb. nov. », Int J Syst Evol Microbiol, vol. 50,‎ 2000, p. 2109-2117 (DOI 10.1099/00207713-50-6-2109)